# 党玉琨
党玉崐（19世纪？—1928年8月25日），又名毓崐，中國陝西省鳳翔縣人，民國軍閥。

## 生平
幼年時曾當過古董店學徒，擅長鑑寶與賭博，曾盜竊鳯翔縣璺鼎、戴家湾甲簋等多件西周青銅器。後來被宋哲元擊斃。
党玉琨原為陝西靖國軍郭坚的部下，自1917年開始盤據鳳翔，擁兵自重，不理睬陝西省軍政首長的命令。他的部隊軍紀惡劣，為當地人民痛恨。1928年初，陝西省主席宋哲元出兵圍攻鳳翔城，受到党軍頑強抵抗，宋哲元的西北軍死傷慘重，至8月25日發起總攻擊，攻破鳳翔城。党玉琨在破城後的戰鬥中被殺，党軍除死傷約二千人外，有約五千人被俘，宋哲元下令把俘虜全部屠殺，只有一千數百人被第十三軍第十七師師長趙鳳林私自放走。